# Adrien Peltier
Pour les articles homonymes, voir Peltier.
Adrien Peltier, né le 28 juillet 1903 à Reims (Marne), mort le 28 décembre 1982 à Vichy (Allier) est un policier et résistant français, Compagnon de la Libération. Il fut l'un des dirigeants du groupe clandestin de Résistance, Honneur de la police

## Décorations
- Officier de la Légion d'honneur
- Compagnon de la Libération par décret du 17 juillet 1945
- Croix de guerre 1939–1945 (2 citations)
- Médaille de la Reconnaissance française
- Médaille de la France libérée